# 恒村勝美
恒村 勝美（つねむら かつみ、1955年1月3日 - ）は、熊本県出身の元プロ野球投手。左投左打。

## 来歴・人物
熊本県立球磨工業高等学校では、荒けずりだが、一試合平均2ケタの三振を奪う速球投手。ストレートとシュートが武器。
1972年に読売ジャイアンツからドラフト6位指名され入団。
1975年に一軍公式戦に出場する事がないまま引退。

## 詳細情報

### 年度別投手成績
- 一軍公式戦出場なし

### 背番号
- 56 （1973年 - 1975年）